# Eustrotia angulissima
Eustrotia angulissima là một loài bướm đêm trong họ Noctuidae.